# 雷伊·海曼

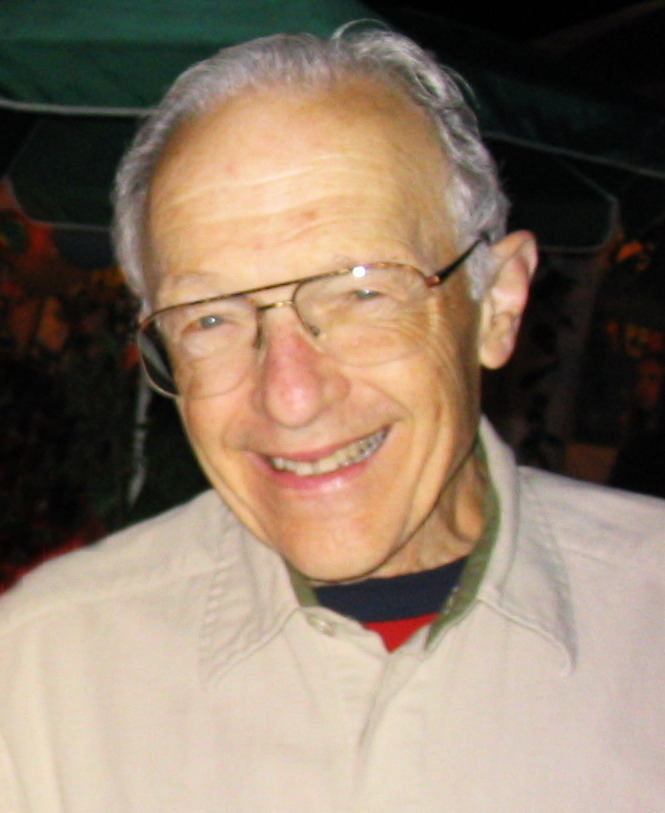
雷伊·海曼

雷伊·海曼，于1928年6月23日生于美国马萨诸塞州切尔西（原为波士顿郊区），美国著名心理学家，超心理学的批评论者。
除主要的学术论著外，曾协助美国国防部进行心理研究的检查。